# Georges Vallerey
Georges Vallerey (Amiens, Francia, 21 de octubre de 1927-Casablanca, Marruecos, 4 de octubre de 1954) fue un nadador francés especializado en pruebas de estilo espalda, donde consiguió ser medallista de bronce olímpico en 1948 en los 100 metros.

## Carrera deportiva
En los Juegos Olímpicos de Londres 1948 ganó la medalla de bronce en los 100 metros estilo espalda, con un tiempo de 1:07.8 segundos, tras los estadounidenses Allen Stack y Bob Cowell.
Y en el campeonato europeo de Monte Carlo de 1947 ganó el oro en 100 metros espalda, y la plata en los relevos de 4x200 metros estilo libre.